# 王暾
王暾，字从晦，福建福州府福清县人，明朝政治人物、進士出身。
洪武十七年，福建甲子乡试中舉。洪武十八年，登乙丑科會試中進士，任石首县丞。